# Pangrapta curtalis
Pangrapta curtalis là một loài bướm đêm trong họ Erebidae.